# Arcoíris lunar

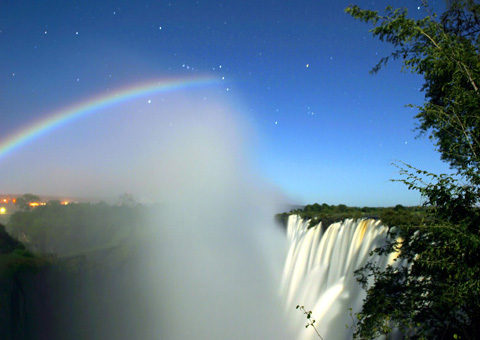
Fotografía de arcoíris lunar.

Un arcoíris lunar (también conocido como arcoíris blanco o sencillamente arco lunar) es un arcoíris que ocurre por la refracción de la luz solar, en este caso lunar, sobre una lluvia o neblina nocturna. Los arcoíris lunares son relativamente tenues, debido a la escasa cantidad de luz que llega desde la Luna. Como los arcoíris, los arcos lunares se encuentran siempre en el lado opuesto del cielo desde el que llega la luz de la luna.

## Condiciones

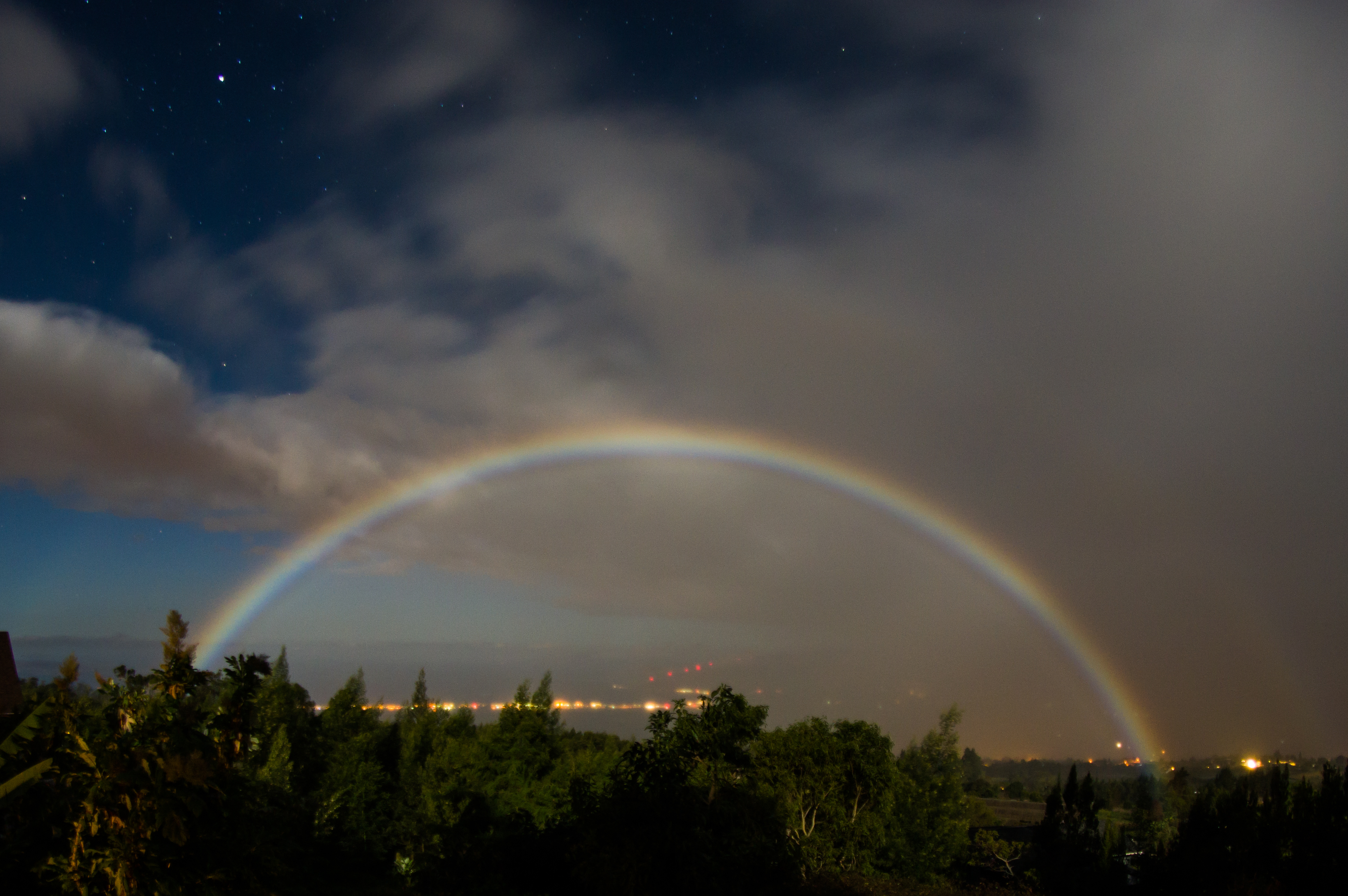
Arcoíris lunar sobre Kihei, Maui, Hawaii, EE. UU.

Las mejores condiciones para que se produzca un arcoíris lunar son: 
- Cielo despejado.
- Luna llena (cuando la luz de la luna es más brillante).
- Justo después del crepúsculo vespertino o antes del crepúsculo matutino (cuando la luna todavía está baja).
- Abundante humedad (por lo que es más fácil verlos en cataratas).

Es difícil distinguir los colores en un arcoíris lunar porque la luz es generalmente demasiado débil para excitar los conos receptores de colores del ojo. Sin embargo, las cámaras fotográficas sí son capaces de captar los distintos colores.

## Ubicaciones

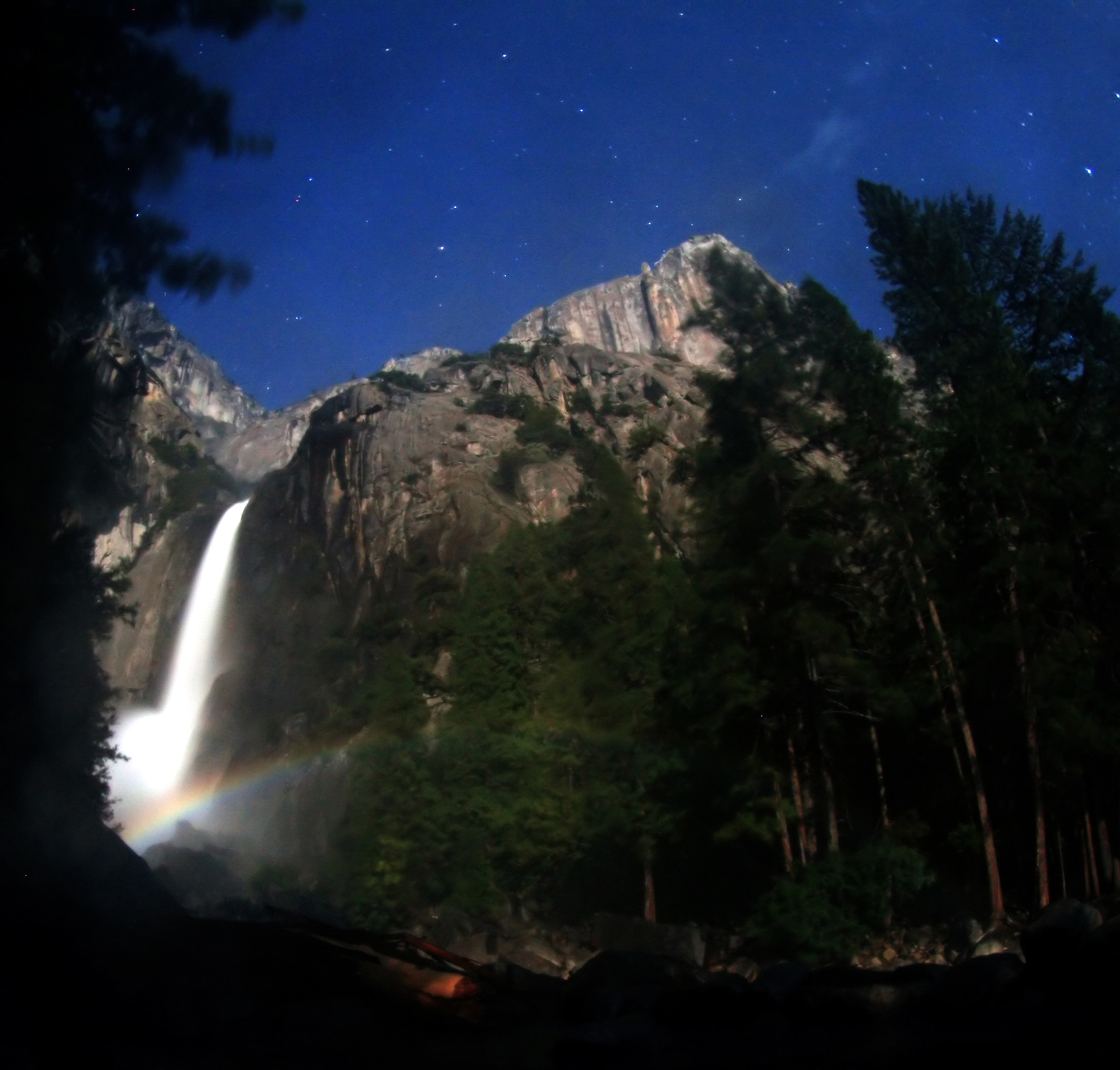
Arcoíris lunar en el rocío de la Cascada Yosemite.

Numerosos lugares del mundo presentan arcoíris lunares provocados por rocío, niebla o neblina. En Estados Unidos, estos arcoíris lunares se pueden observar en diversas cataratas, como las del Cataratas del Niágara (Nueva York),el Parque Nacional de Yosemite (California)y las cataratas de Cumberland, cerca de Corbin, Kentucky.Las cataratas Victoria, en la frontera entre Zambia y Zimbabue, también son conocidas por sus arcos lunares lunares.
Los arcoíris lunares también se encuentran en regiones húmedas de Hawái, como Kauai (con la luna saliendo por el este durante una lluvia ligera) y la Big Island.

## Véase también

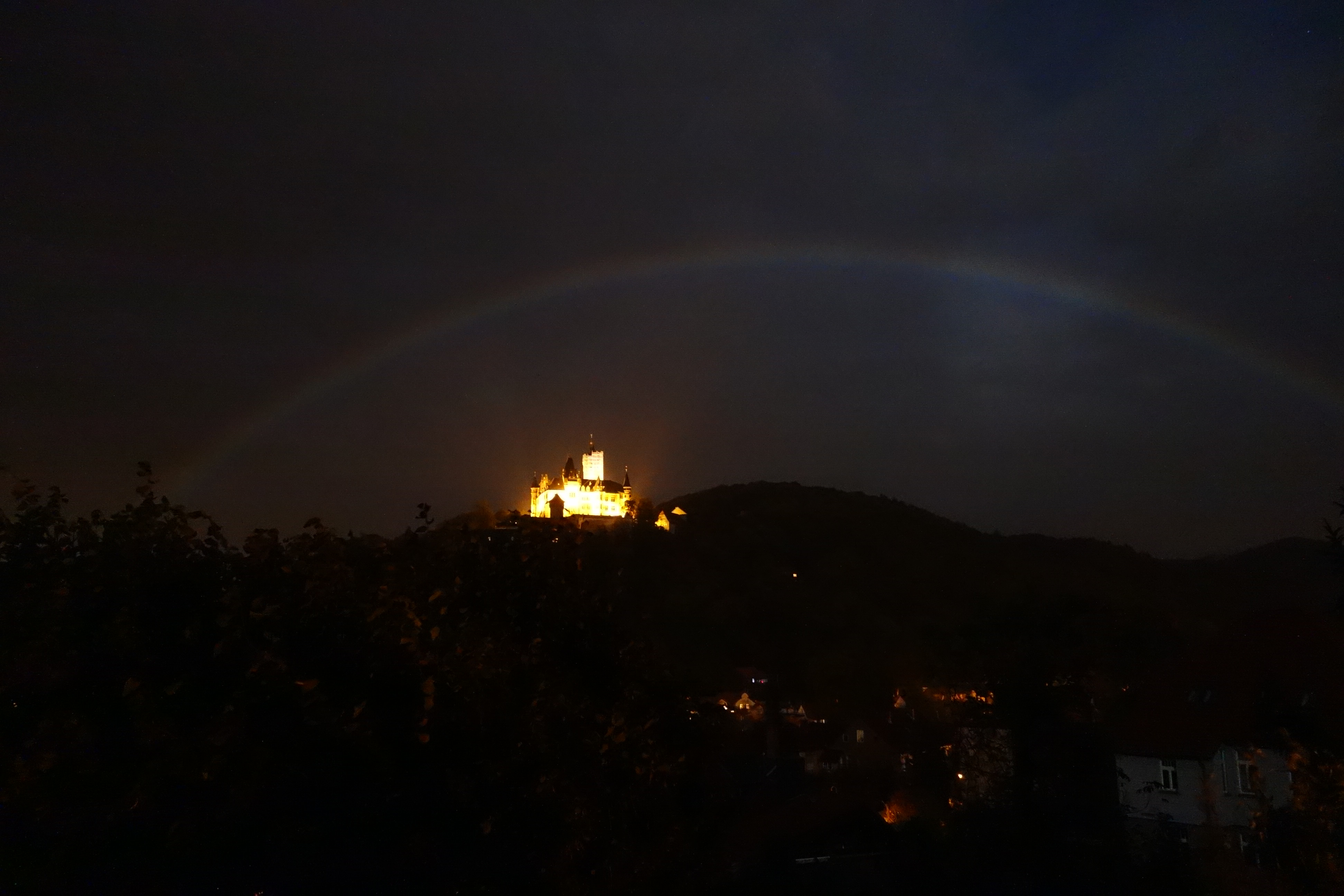
Arcoíris lunar sobre el castillo de Wernigerode